# Saison 2016-2017 du FC Sochaux-Montbéliard
Chronologie
Saison précédente Saison suivante
La saison 2016-2017 est la treizième en deuxième division du Football Club Sochaux-Montbéliard. Le club, qui n'est jamais resté plus de trois ans éloigné de l'élite française du football, dispute sa troisième saison consécutive à ce niveau. L'effectif professionnel est dirigé par Albert Cartier, en poste depuis octobre 2015.

## Avant saison
Peu avant la publication du calendrier du championnat de Ligue 2, le FC Sochaux dévoile son programme pour préparer la nouvelle saison. Après une reprise fixée au 16 juin, le club dispute son premier match contre une sélection régionale à L'Isle-sur-le-Doubs, puis termine un premier stage à  Divonne par un match face au club suisse du Servette FC, toujours à Divonne. Le club dispute ensuite un troisième match contre un autre club suisse, Neuchâtel Xamax, à Couvet en Suisse. Le match suivant voit Sochaux affronter Belfort sur le stade  Roger-Serzian de celui-ci. Il affronte ensuite le nouveau pensionnaire de première division, Dijon, au stade Léo-Lagrange de Besançon. Le club participe ensuite à un deuxième test, à Munster, avant de rencontrer un dernier adversaire.
Après s'être imposé cinq à zéro lors de son premier match, l'équipe sochalienne obtient ensuite deux matchs nuls, zéro partout face au Servette puis deux à deux face à Neuchâtel. Elle remporte ensuite deux victoires, trois à zéro face à Belfort dans une rencontre finalement disputée à Valdoie et deux à zéro face à Dijon.
Sochaux dispute son dernier match de préparation le 22 juillet à Delle face à une équipe de l'Union nationale des footballeurs professionnels (UNFP), cette rencontre se terminant sur un résultat de deux à zéro.

## Compétitions

### Ligue 2
Calendrier des matchs de Ligue 2 du FCSM

#### Classement
| Rang | Équipe                 | Pts | J  | G  | N  | P  | Bp | Bc | Diff |
| ---- | ---------------------- | --- | -- | -- | -- | -- | -- | -- | ---- |
| 11   | AC Ajaccio             | 48  | 38 | 13 | 9  | 16 | 47 | 58 | −11  |
| 12   | Clermont Foot 63       | 46  | 38 | 11 | 13 | 14 | 46 | 48 | −2   |
| 13   | FC Sochaux-Montbéliard | 46  | 38 | 11 | 13 | 14 | 38 | 43 | −5   |
| 14   | Valenciennes FC        | 45  | 38 | 10 | 15 | 13 | 44 | 44 | 0    |
| 15   | Bourg-en-Bresse 01     | 44  | 38 | 11 | 11 | 16 | 49 | 58 | −9   |

## Effectif professionnel actuel
1. ↑  Seule la nationalité sportive est indiquée. Un joueur peut avoir plusieurs nationalités mais n'a le droit de jouer que pour une seule sélection nationale.
2. ↑  Seule la sélection la plus importante est indiquée.